# Sybilla pomorska
Sybilla (ur. 25 kwietnia 1541, zm. 21 września 1564 w Kołbaczu) – córka Barnima IX Pobożnego, księcia pomorskiego, szczecińskiego i wołogoskiego oraz Anny.

## Życiorys
Była piątym w kolejności znanym dzieckiem i  zarazem Barnima IX Pobożnego i Anny brunszwickiej. Nosiła imię niespotykane ani w najbliższej rodzinie ojca, ani matki. W sprawie jej zamążpójścia rozpoczęto starania w 1560, kiedy to swatano ją z blisko czterdziestoletnim wdowcem (od 1558) Popponem XII, hrabią Hennebergu. W 1562 rozmowy prowadzono z kolei z Bernardem VII, księciem Anhaltu. Natomiast w 1564 próbowano wydać Sybillę za Ottona I, hrabiego Salm-Kyrburg, Wild- i Rheingrafa.
Wszystkie te plany nie zakończyły się sukcesem, dwa pierwsze się rozwiały, trzeci natomiast po śmierci Sybilli upadł, a niedoszły małżonek w 1567 pojął za żonę Otylię, hrabiankę Nassau. Księżniczka Sybilla, w wyniku zarazy zmarła 21 września 1564 w Kołbaczu i została pochowana trzy dni później, w tamtejszym klasztorze cysterskim.

## Genealogia
| Bogusław X Wielki ur. 28 lub 29 V 1454 zm. 5 X 1523 | Bogusław X Wielki ur. 28 lub 29 V 1454 zm. 5 X 1523 |                                                |                                                | Anna Jagiellonka ur. 12 III 1476 zm. 12 VIII 1503 | Anna Jagiellonka ur. 12 III 1476 zm. 12 VIII 1503 |  |  | Henryk II Średni 1468 19 II 1532 | Henryk II Średni 1468 19 II 1532 |                                   |                                   | Małgorzata saska ur. ? zm. ? | Małgorzata saska ur. ? zm. ? |
|                                                     |                                                     |                                                |                                                |                                                   |                                                   |  |  |                                  |                                  |                                   |                                   |                              |                              |
|                                                     |                                                     |                                                |                                                |                                                   |                                                   |  |  |                                  |                                  |                                   |                                   |                              |                              |
|                                                     |                                                     | Barnim IX Pobożny ur. 2 XII 1501 zm. 2 XI 1573 | Barnim IX Pobożny ur. 2 XII 1501 zm. 2 XI 1573 |                                                   |                                                   |  |  |                                  |                                  | Anna ur. 6 XII 1502 zm. 6 XI 1568 | Anna ur. 6 XII 1502 zm. 6 XI 1568 |                              |                              |
|                                                     |                                                     |                                                |                                                |                                                   |                                                   |  |  |                                  |                                  |                                   |                                   |                              |                              |
|                                                     |                                                     |                                                |                                                |                                                   |                                                   |  |  |                                  |                                  |                                   |                                   |                              |                              |
|                                                     |                                                     |                                                |                                                |                                                   |                                                   |  |  |                                  |                                  |                                   |                                   |                              |                              |

|  |  |  |  | Sybilla (ur. 25 IV 1541, zm. 21 IX 1564) |